# Castelletto Stura
Castelletto Stura är en ort och kommun i provinsen Cuneo i regionen Piemonte i Italien. Kommunen hade 1 380 invånare (2018).